# Трикліній
Триклі́ній, також триклі́ніум (лат. triclinium, грец. τρικλίνιον, від τρι — «три» + κλίνη — «ложе», «кушетка», «клінія») — у Стародавньому Римі обідній стіл з ложами-клініями з трьох боків для лежання під час їжі. Триклінієм також називали кімнату, де стояв такий стіл чи кілька столів. Використовування триклініїв пов'язано з давньогрецькою і римською традицією не сидіти, а лежати під час їжі, спираючись лівою рукою на подушку.